# 明導國際
明導國際公司是一家从事电子设计自动化的跨國公司。该公司于1981年创立，其总部位于美国俄勒冈州的威尔森维尔市（Wilsonville）。它在全球范围大约有4400名雇员，年收入大约10亿美元。2004年，它在电子设计自动化领域排名第三。
2016年11月14日，西門子公司同意以每股37.25美元現金價格、總價約45億美元，收購IC設計自動化(EDA)與電路板/電子系統設計軟體供應商明導國際。明導國際將成為西門子的獨立子公司。
2021年1月，明導國際成为西門子的一个部门，同時公司更名为Siemens EDA。

## 产品
- 電子設計自動化软件，如Calibre nmDRC, Calibre nmLVS, Calibre xRC, Calibre xACT 3D
- 嵌入式系统系统软件

## 外部連結
- Mentor Graphics （页面存档备份，存于）